# Go for sisters
Go for Sisters és una pel·lícula dramàtica nord-americana del 2013 escrita i dirigida per John Sayles. El títol fa referència a la història de l'amistat entre els dos personatges principals que a l'institut eren amigues íntimes i podien passar per germanes.  Es retroben al cap dels anys situades en llocs diferents de la societat. Sayles va rodar la pel·lícula en 19 dies, utilitzant 65 ubicacions, per menys d'un milió de dòlars. El DVD es va publicar l'agost de 2014 i inclou un comentari del director en el qual Sayles parla llargament sobre l'art i l'ofici de fer pel·lícules de guerrilla.

## Trama
Bernice és una professional conscient i estricte i conscient encarregada de concedir les llibertats condicionals. Fontayne és una antiga amiga seva que ha violat el seu permís de la presó. Quan la Bernice descobreix que el seu fill és un possible sospitós d'assassinat, convenç a Fontayne perquè l'ajudi a trobar-lo i rescatar-lo d'uns narcotraficants que el tenen segrestat. Abans de travessar la frontera cap a Tijuana, Bernice també demana l'ajuda de Freddy Suarez, un expolicia.

## Repartiment
- LisaGay Hamilton: Bernice
- Edward James Olmos: Freddy Suarez
- Yolonda Ross: Fontayne
- Tessa Ferrer: Katrina
- Mahershala Ali: Dez
- Martha Higareda: Zeidy
- Harold Perrineau: Wiley
- Isaiah Washington: Vernell
- McKinley Belcher III: Rodney
- Elizabeth Sung: Mother Han
- Vanessa Martinez: Chula
- Manny Montana: Tenoch
- Héctor Elizondo: Jorge Moncal
- Don Patrick Harvey: Detective Mueller
- Brent Jennings: Dixon
- Jacob Vargas: Navajas
- Javier Calderón: Ramiro Chow
- Jessica Pimentel: La Mojada
- César Alejandro: Nestor
- Hilary Barraford: Cindy
- Sal Lopez: Morales
- Michael Piznarsk: Vic
- Mary Portser: Margie
- Richard Coca: Rufo

## Distribució internacional
Cinema Management Group té els drets de distribució internacional. No s'ha estrenat a Espanya.

## Recepció
Al lloc web de ressenyes Rotten Tomatoes, la pel·lícula té una valoració del 74% basada en 54 crítics, amb una valoració mitjana de 6,7/10. El consens del lloc diu: "Dispersa i difusa, Go for Sisters demostra una decepció per a tots els entusiastes més incondicionals de John Sayles". A Metacritic, la pel·lícula té una puntuació de 59 sobre 100 basada en crítiques de 24 crítics.
El crític Stephen Holden de The New York Times va escriure a la seva ressenya: "La història guanya interès quan el focus és a les múltiples capes dels personatges, però no convenç com a història criminal". Com la majoria de les pel·lícules de Sayles, Go for Sisters té un subtext sociopolític. Planteja el dilema de si realment  una persona amb permís penal pot deixar de delinquir quan torna al seu ambient que necessita per sobreviure econòmicament
Tim Grierson, de Paste Magazine, va escriure: "la trama és massa fluixa per generar suspens", i Jared Eisenstat de Film Comment va afirmar que "el director ha creat una trama que es a vegades absurda per la consistència d'uns personatges marginals".
A Los Angeles Times, Sheri Linden va comentar: "La química natural dels actors desafia l'artifici. La deliciosa sobreactuació d'Olmos i l'actuació minimalista d'Hamilton transmeten profunditat. La interpretació continguda de Ross és una revelació".
Segons Ann Hornaday de The Washington Post, "val la pena veure Go For Sisters encara que només sigui per la fantàstica química entre Hamilton i Ross. Yolanda Ross realitza una interpretació innovadora com una dona d'una serenitat poc comuna, sobretot tot mentre lluita per mantenir-se en la legalitat".
Per Ignatiy Vishnevetsky al The AV Club "és excessivament llarga, amb manca d'estil i dramàticament poc treballada". Mentre que per Noel Murray a The Dissolve  "el millor film que Sayles ha fet en deu anys".
Tomas Hachard, de NPR, va escriure: "a l'inici Sayles sap situar els personatges en un ampli context sociopolític sense sacrificar-ne la individualitat, però a mesura que la trama avança en el submon criminal la pel·lícula es fa avorrida".
Mick LaSalle del San Francisco Chronicle ha criticat el director per ser "massa talentós, massa autèntic i massa original per fer una pel·lícula totalment dolenta, però s'hi acosta bastant".
Bill Weber, de Slant Magazine, va escriure que "LisaGay Hamilton i Yolonda Ross encarnen de manera convincent la força femenina urbana moderna, però finalment queden encallades en una road movie poc original". Marjorie Baumgarten de The Austin Chronicle va afegir a les crítiques: "Go for Sisters va per tants carrerons sense sortida en la seva recerca per trobar el fill de Bernice que la pel·lícula de vegades sembla més una enciclopèdia de problemes socials que un drama criminal".
Una altra crítica negativa va ser la de David Fear alTime Out i Alan Scherstuhl al The Village Voice, que també van criticar l'actuació.
Al contrari, Peter Travers, de Rolling Stone, en va elogiar l'actuació: "Amb l'ajuda de Hamilton, Ross i Olmos, grans actors que transmeten valentia i gràcia, Sayles ha fet de Go for Sisters una pel·lícula que es queda dins del teu cap molt després de veure-la".